# Nemastoma sexmucronatum
Nemastoma sexmucronatum is een hooiwagen uit de familie aardhooiwagens (Nemastomatidae). De originele naamcombinatie (protoniem) was Nemastoma sexmucronatum Simon, 1911. Een volgende naamrecombinatie werd gepubliceerd als Nemastomella sexmucronata (Simon, 1911) in Staręga 1987, later als Burnia sexmucronata (Simon, 1911) in Prieto 2021. Na 2023 de geldige combinatie is Burnia sexmucronata (Simon, 1911).